# Таунсенд (Монтана)
Таунсенд (англ. Townsend) — крупнейший город и административный центр округа Бродуотер в штате Монтана в Соединённых Штатах Америки.
Согласно данным переписи населения США 2020 года число жителей города 
составляло 1787 человек, что, для такого небольшого населённого пункта, существенно меньше (− 4.8%), чем было во время предыдущей переписи, проводившейся в 2010 году (1878 человек).

## История
В Таунсенде и его окрестностях найдено множество археологических памятников доколумбовой эпохи, оставшихся от коренных народов, которые позднее были вытеснены европейцами.
Рядом с городом Таунсенд находится сохранившаяся станция Eagle Guard, старейшее (около 1895 года постройки) административное бревенчатое сооружение в лесу. 20 сентября 2001 года она была добавлена в Национальный реестр исторических мест США. В НРИМ включён также 8-мильный (13-километровый) участок канала Кроу-Крик, ранее эта ирригационная система использовалась для поддержки золотодобычи.

## География
Таунсенд расположен на высоте около 3800 футов над уровнем моря. Таунсенд находится в 35 милях (56 км) от столицы штата города Хелена и в 35 милях (56 км) от слияния рек Джефферсон, Мэдисон и Галлатин, которые образуют верховья реки Миссури. 
Таунсенд, прозванный «первым городом на реке Миссури», находится в Национальном лесу Хелена в шаговой доступности от южной оконечности озера Каньон-Ферри, популярного места отдыха и третьего по величине водоема Монтаны.
Согласно данным Бюро переписи населения США, общая площадь города составляет 1,59 квадратных мили (4,12 км2), из которых 1,58 квадратных мили (4,09 км2) — это суша и 0,01 квадратных мили (0,03 км2) приходится на водную поверхность.